# Verena Becker

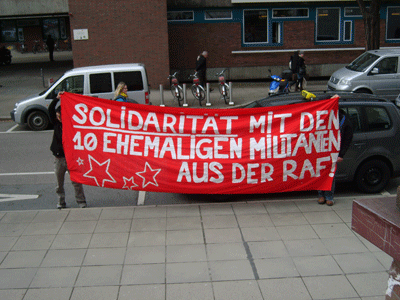
Protestbetoging tijdens haar proces

Verena Christiane Becker (Berlin-Wilmersdorf, 31 juli 1952) is een voormalig lid van de 2 Juni-Beweging en sloot zich later aan bij de Rote Armee Fraktion.
Becker had een leidende rol bij de moord op procureur-generaal Siegfried Buback in 1977. Ze werd destijds echter niet veroordeeld voor deze moord, maar wel voor het neerschieten van agenten bij haar aanhouding. Ze werd hiervoor tot een levenslange gevangenisstraf veroordeeld, maar haar werd in 1989 gratie verleend.
Vanaf april 2008 werd de rol van Becker bij de moord op Siegfried Buback opnieuw onderzocht, omdat DNA-sporen van haar op het zogenaamde "Bekennerschreiben" zijn gevonden. Op 30 september 2010 werd om die reden haar mogelijke betrokkenheid voor het Oberlandesgericht in Stuttgart-Stammheim (opnieuw) behandeld. In 2012 werd Becker tot vier jaar cel veroordeeld.